# Pachyphytum machucae
Pachyphytum machucae là một loài thực vật có hoa trong họ Crassulaceae. Loài này được I. García, Glass & Cházaro miêu tả khoa học đầu tiên năm 1999.